# Legătură covalentă coordinativă

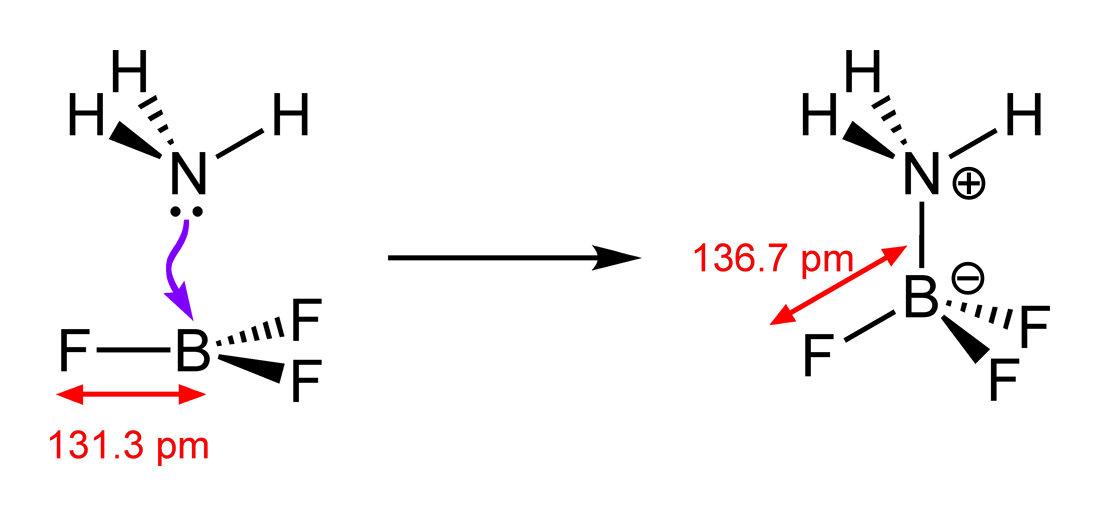
Formarea unui aduct al amoniacului cu trifluorura de bor, ceea ce presupune formarea unei legături covalente coordinative.

Legătura covalentă coordinativă, de asemenea cunoscută și ca legătură de tip donor-acceptor' sau dipolară, este un tip de legătură covalentă dicentrică și dielectronică la care participă doi electroni de la același atom. Acest tip de interacțiune se obține în urma legării dintre ionii metalici și ligand în cazul complecșilor coordinativi, sau dintre alți atomi, cum este cazul ionului amoniu.

## Formare
Legătura covalentă coordinativă se formează când donorul are o pereche de electroni neparticipanți, iar acceptorul are nevoie de doi electroni. Donorul este atomul de la care provine dubletul de legătură, iar acceptorul este cel care acceptă de la donor perechea, în vederea stabilirii covalenței. Pe baza acestei teorii se formează covalențele coordinative dintr-o serie de compuși. 
În complecșii metalici din chimia organometalică, de tipul [M(H2O)n]x+, legătura dintre molecula de apă, care este ligandul, și cationul metalic este de tip covalent coordinativă.